# قصر الخواجا
قصر الخواجا هو مبنى يقع وسط قرية نعلين غرب مدينة رام الله في فلسطين، بناه مصطفى الخواجا، وأكمل البناء ابنه درويش الخواجا في عام 1831م. يعتبر المبنى من أبرز المعالم العمرانية في المنطقة الغربية من محافظة رام الله والبيرة.

## الموقع
يقع قصر الخواجا على بعد 22 كيلو متر غرب رام الله.

## التصميم
يقع مدخل قصر الخواجا الرئيسي في الجهة الشرقية. والمدخل عبارة عن بوابة كبيرة لها قوسين يتوسطهما لوحة حجرية نقشت عليها أبيات شعرية وتاريخ البناء.  تؤدي البوابة إلى ساحة سماوية واسعة تلتف حولها غرف للحراسة والمؤونة تبلغ مساحتها 468 متر مربع، وإسطبل للخيول والجمال وتربية المواشي؛ وهناك أدراج مكشوفة ومعقودة تؤدي إلى الطابق العلوي الذي يحتوي على علية الشيخ وغرفة المحكمة وغرف السكن الأخرى.
يوجد باب للقصر في الجهة الغربية يعرف بباب الخوخة، مخصص للنساء فقط. بني القصر على الطريقة العثمانية؛ فهناك الأقواس، والقباب، والأدارج الخارجية والداخلية، والأعمدة التاجية، والزخارف الهندسية.

## الترميم
عملت جمعية نعلين للعمل التطوعي والتطوير بالتعاون مع مؤسسة رواق على ترميم قصر الخواجا في سنة 2008 بتمويل من الوكالة السويدية للتنمية والتعاون الدولي. ثم رمم بعد ذلك في عام 2013.

## القدرة الاستيعابيّة
تتّسع الساحة الكبيرة لقصر الخواجا لأكثر من 200 شخص، وتتسع الغرف 50 شخصاً.

## الإستخدام
يستخدم قصر الخواجا كمركز تعليمي، وكمركز لإحياء المناسبات الاجتماعية والثقافية والفعاليات الجماهيرية.